# 尾路遠臨時乘降場

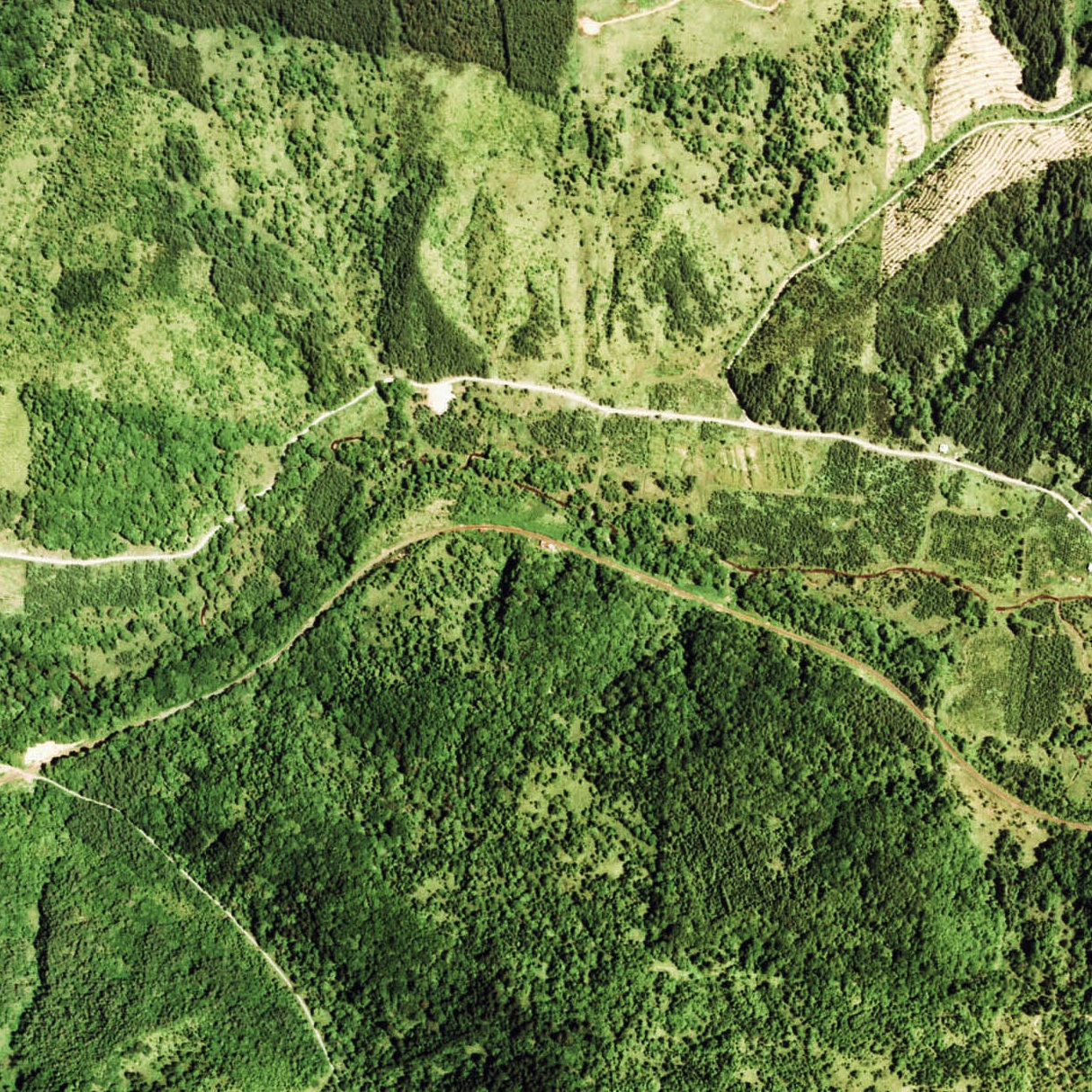
1976年的尾路遠臨時乘降場與方圓約1公里範圍。圖中中央設有路軌班事務所。在左側路軌彎位處設有小型鐵鏽色物體，該處為候車室。

尾路遠臨時乘降場（日语：／ Oroen Karijōkōba */?）是位於北海道有珠郡大瀧村字豐里（現時：伊達市大瀧區豐里町），日本國有鐵道的膽振線車站（廢站）。隨著膽振線廢除，車站在1986年（昭和61年）11月1日廢除。

## 歷史
- 1941年（昭和16年）10月12日 - 膽振縱貫鐵道德舜瞥站（後來名為新大瀧站）至西喜茂別站（後來名為喜茂別站）之間開通，尾路遠停留場（日语：／）啟用[2]。當時為客運車站[1]。
- 1944年（昭和19年）7月1日 - 膽振縱貫鐵道在戰時被收購，鐵路線國有化。路線名改為膽振線[1]。同時降級為臨時乘降場，成為尾路遠臨時乘降場（局（日语：鉄道管理局）設定）[2]。
- 1961年（昭和36年）頃 - 上下行月台中的其中一邊月台被撒走[3]。
- 1985年（昭和60年）尾 - 車站廢除[2]（自然消滅）[1]。

在當地人口減少前，當地的居民使用此站。大瀧村曾經在1949年（昭和24年）、1950年（同25年）、1961年（同36年）三度陳情希望升級為正式車站。

### 站名的由來
車站名稱取自該處的舊地名。原本當地的地名為「尾路遠尻別」，在乘降場以北位置成為開拓植民地。在1919年（大正8年）實行二級町村制時，該處分為「上尾路遠」、「中尾路遠」和「下尾路遠」三處字名（後來，由於村落界線變更，下尾路遠編入至喜茂別村的御園。）。另一方面，此乘降場是位於南邊的「尾路遠尻別」原野內。在乘降場啟用前的漢字地名為王朗園。後來在乘降場啟用後的1941年（昭和16年）12月，實施了字名修正，「王朗園」改名為「豐里」，「上尾路遠」改名為「清原」，「中尾路遠」改名為「宮城」。在大瀧村的行政區中已經沒有「尾路遠」這個地名。
「おろえん」有兩個漢字寫法，包括行政單位所使用的「王朗園」，以及「尾路遠」。在1971年（昭和46年），站內的站名標是寫上「尾路園」（取自附近的橋樑名字）。此外，札幌鐵道管理局運輸部稱此站名為「尾路遠」，該局設施部稱此站名為「尾路園」，附近隧道名稱名為「尾路焉」（後來以平假名標記）。

## 車站構造
截至車站廢除前，此站是地面車站，設有1面1線的單式月台。在1961年（昭和36年）前，上下行列車各有一座單式月台，後來由於合理化而只剩下一座月台。
隨著使用人次減少，列車到達此乘降場附近時會把列車慢行，當沒有乘客上下車時便會通過。因此在乘降場末期，沒有人上下車，所有列車均通過此乘降場。

## 車站周邊
- 北海道道695號清原喜茂別線（日语：北海道道695号清原喜茂別線）[6]
- 尾路遠尻別川[6] - 尻別川的支流。
- 廣島峠

## 現況
截至2001年（平成13年），新大瀧站至御園站之間部分路軌遺址和橋粱變成了林道。此站靠近御園一方設有名為「尾路園架道橋」的樑橋。截至2010年（平成22年）和2011年（平成23年）也是同樣。在橋上的施工標，表示該處距離伊達紋別46公里443米。在「尾路園架道橋」旁邊還有「第二尾路園川橋梁」的橋柱。
另外，靠近伊達紋別一方設有「尾路遠隧道」，但是已經被混凝土封閉了隧道口，截至2010年（平成22年）也是同樣。

## 相鄰車站
日本國有鐵道
膽振線
新大瀧－尾路遠臨時乘降場－御園

## 注腳
1. 1 2 3 4 5 6 7  石野哲（編）. . JTB. 1998: 858. ISBN 978-4-533-02980-6 （日语）.
2. 1 2 3 4  今尾惠介（監修）.  1 北海道. 新潮社. 2008: 29. ISBN 978-4-10-790019-7 （日语）.
3. 1 2 3 4  大瀧村史 昭和60年8月發行 P401。
4. 1 2 3  大瀧村史 P161-164。
5. 1 2 3 4 5  書籍《北海道の鉄道廃線跡》（著：本久公洋，北海道新聞社，2011年9月發行）200-201頁。
6. 1 2  書籍《北海道道路地図 改訂版》（地勢堂，1980年3月發行）7頁。
7. 1 2  書籍《鉄道廃線跡を歩くVIII》（JTB出版，2001年8月發行）69-70頁。
8. 1 2  書籍《新 鉄道廃線跡を歩く1 北海道・北東北編》（JTB出版，2010年4月發行）153-155頁。